# Bernhard Vogel (Politiker, 1913)

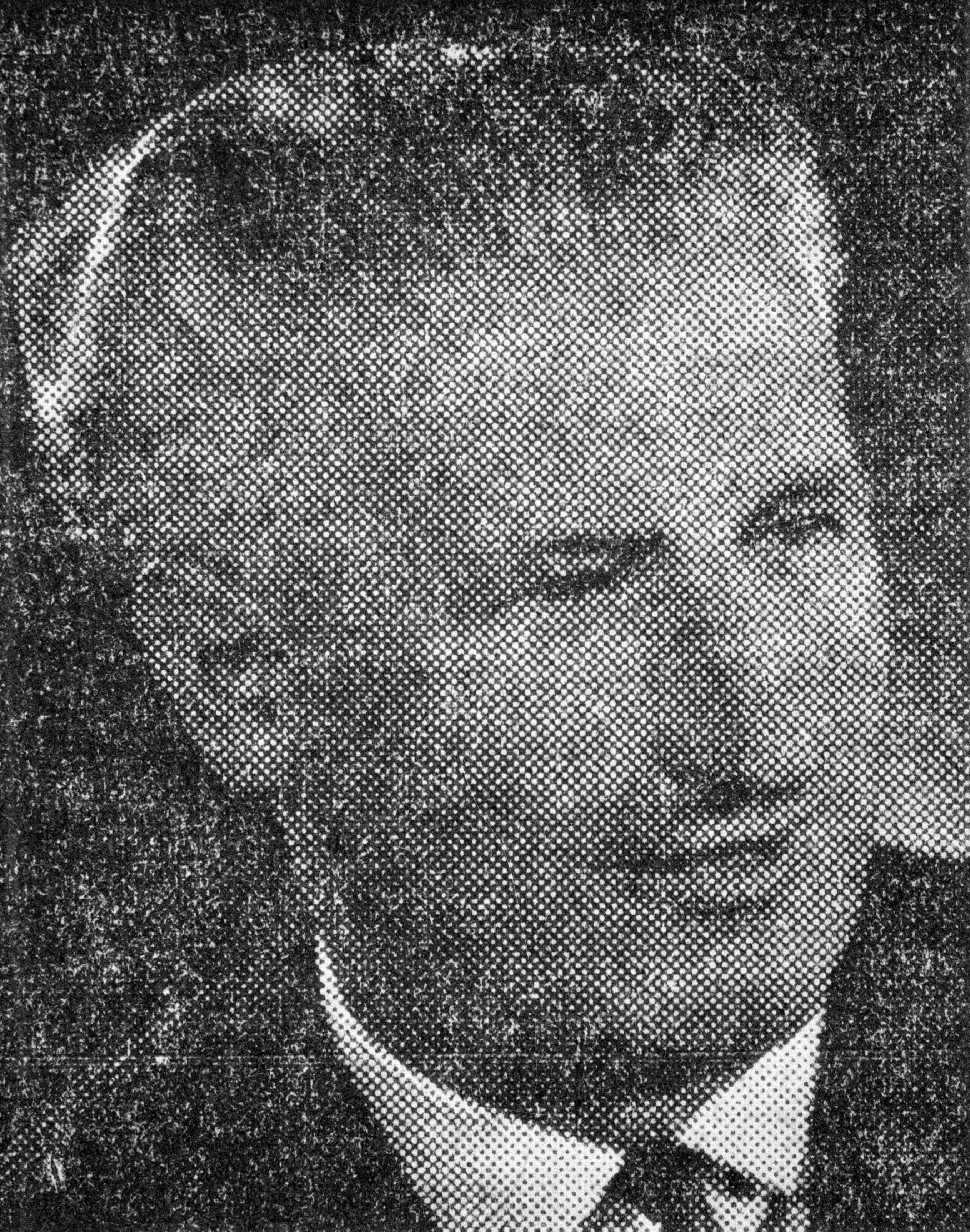
Bernhard Vogel

Bernhard Vogel (* 21. Oktober 1913 in Hohenems; † 12. September 2000 in Dornbirn) war ein österreichischer Politiker (SPÖ). Vogel war von 1964 bis 1974 für die SPÖ Abgeordneter zum Vorarlberger Landtag und kurzzeitig im Jahr 1974 vom Landtag entsandtes Mitglied des österreichischen Bundesrates.

## Leben
Bernhard Vogel wurde am 21. Oktober 1913 in Hohenems in Vorarlberg geboren. In den Jahren 1919 bis 1928 besuchte er zunächst die Volks- und anschließend die Bürgerschule in Hohenems. Während des Zweiten Weltkriegs wurde Vogel zum Militärdienst eingezogen und an der Ostfront eingesetzt. Dort kam er schließlich in zweieinhalbjährige sowjetische Kriegsgefangenschaft. Nach seiner Rückkehr nach Vorarlberg arbeitete er als Weber in den F. M. Hämmerle Textilwerken in Dornbirn. 1956 wurde er in dieser Firma zum Betriebsratsobmann gewählt, ab 1962 engagierte er sich auch politisch in seiner Heimatstadt als Funktionär der SPÖ. 
Bei der Landtagswahl in Vorarlberg 1964 wurde Bernhard Vogel schließlich erstmals als Abgeordneter in den Vorarlberger Landtag gewählt, wo er die SPÖ bis 1974 vertrat. Ebenfalls 1964 wurde er Kammerrat in der Kammer für Arbeiter und Angestellte Vorarlberg. Von 1967 bis 1973 war er zudem im Zentralvorstand der Textilarbeiter in Wien. Am 2. Juli 1974 wurde Bernhard Vogel mit der weiteren Ausübung des Bundesrats-Mandats von Viktor Schwarzmann betraut, welches er bis zum 4. November 1974 innehatte. Ab 1974 engagierte sich Vogel in weiterer Folge als Funktionär des Pensionistenverbands in Dornbirn als Obmann und auf Landesebene als Obmann-Stellvertreter.